# سیتادل: دیانا
سیتادل: دیانا یک مجموعه تلویزیونی در ژانر اکشن جاسوسی ایتالیایی است که بر اساس مجموعه تلویزیونی آمریکایی سیتادل (مجموعه تلویزیونی) در سال ۲۰۲۳ ساخته شده است. این سریال در ۱۰ اکتبر ۲۰۲۴ در آمازون پرایم ویدئو منتشر شد.

## بازیگران
- ماتیلدا دی آنجلیس در نقش دیانا کاوالیری
- لورنزو سرواسیو در نقش ادو زانی
- مائوریتزیو لومباردی در نقش اتوره زانی
- جولیا پیاتون در نقش سیسیل مارتین
- تکلا روتن در نقش جولیا زانی
- برنهارد شوتز [de] در نقش ولفگانگ کلاین
- فیلیپو نیگرو در نقش گابریله

## تولید
فیلمبرداری این سریال در اکتبر ۲۰۲۲ آغاز شد و در می ۲۰۲۳ به پایان رسید. فیلمبرداری آن در ایتالیا و همچنین لوگانو، مندریسیو و توده در سوئیس انجام شد.

### پخش
این مجموعه در ۱۰ اکتبر ۲۰۲۴ در آمازون پرایم ویدئو منتشر شد.